# Estil 9
Estil 9 va ser un canal privat català dedicat als estils de vida i produït per la societat limitada New Millenium Market, dirigit a un públic femení, que incloïa sèries, programes de gastronomia i d'entreteniment.
Estil 9 emetia a través del tercer programa del canal múltiplex atorgat a Emissions Digitals de Catalunya, empresa que va subcontractar a New Millenium Market l'explotació del programa l'abril de 2010., compartint multiplex amb 8tv, Barça TV i RAC 105 TV.
Estil 9 va començar les seves emissions en proves el 14 d'abril del 2010 emetent la careta de continuïtat. El canal havia de començar les emissions regulars el 26 d'abril, però finalment ho va fer el 3 de maig, una setmana més tard.
Estil 9 té l'origen en el projecte d'EDC de crear el canal temàtic Vida centrat en continguts divulgatius i relatius a la salut, la llar, la gastronomia, els viatges, les noves tecnologies, les activitats de lleure i les relacions personals.
L'1 de gener de 2013 va canviar - sense previ avís - l'emissió d'Estil 9 per BOM, continuant amb la programació d'Estil 9 afegint alguns canvis.

## Audiències
| Any  | Gener | Febrer | Març | Abril | Maig | Juny | Juliol | Agost | Setembre | Octubre | Novembre | Desembre | Mitjana anual |
| ---- | ----- | ------ | ---- | ----- | ---- | ---- | ------ | ----- | -------- | ------- | -------- | -------- | ------------- |
| 2011 |       |        |      |       |      |      |        | 0,2%  | 0,2%     |         |          |          |               |